# Хардкасл, Эдмунд
Эдмунд Лафайет Хардкасл (англ. Edmund La Fayette Hardcastle) (18 октября 1824 — 10 августа 1899) — американский военный инженер и политик, выпускник академии Вест-Пойнт, участник американо-мексиканской войны и член законодательного собрания Мэриленда. Известен, в частности, как автор карт сражений Мексиканской войны.
Эдмунд Хардкасл родился в 1824 году в мэрилендском Дентоне. В 1842 году он поступил в военную академию Вест-Пойнт по квоте от Мэриленда, и окончил её в выпуске 1846 года, 5-м по успеваемости. Он был определён в корпус топографических инженеров во временном звании второго лейтенанта.
Почти сразу после выпуска он был направлен на войну с Мексикой. Хардкасл присоединился к экспедиции генерала Уинфилда Скотта к Веракрусу и участвовал в осаде Веракруса в марте 1847 года. Во время осады у топографов не было работы, а армии не хватало офицеров-артиллеристов, а так как в Вест-Пойнте обучали артиллерийскому делу, то Хардкаслу было приказано заняться управлением огнём двух мортир на батарее, построенной капитаном Робертом Ли.
В апреле 1847 года он участвовал в сражении при Серро-Гордо. 14 мая 1847 года он участвовал в перестрелке у Амазока, а 20 августа принимал участие в наступлении генерала Уорта на Сан-Антонио. Уорт отправил бригаду генерала Кларка в обход мексиканских позиций через лавовые поля, и Хардкаслу было приказано быть проводником. Вечером того же дня он участвовал в штурме мексиканских позиций у Чурубуско.
Из-за бюрократической ошибки ему было присвоено временное звание первого лейтенанта за участие в сражении при Контрерас. Когда неточность выяснилась, повышение было оставлено как данное за Чурубуско, хотя в документах осталось записано его участие в сражении при Контрерас и это потом иногда вносило путаницу.
В сентябре того же года он участвовал в сражении при Молино-дель-Рей и в штурме замка Чапультепек. За храбрость и отличие при Молно-дель-Рей ему было присвоено временное звание капитана, датированное 8-м сентября.
Хардкасл принял участие в штурме Мехико, в после окончания войны служил в топографическом бюро в Вашингтоне и принимал участие в прокладывании южной 
границы Калифорнии (в 1849 - 1852 годах). 26 сентября 1849 года ему было присвоено постоянное звание второго лейтенанта.
С 9 октября 1852 по 30 апреля 1856 года Хардкасл служил в службе маяков США. 1 июля 1853 года ему было присвоено постоянное звание первого лейтенанта.
30 апреля 1856 года Хардкасл уволился из регулярной армии.
Он поселился в мэрилендском городке Истоне (Округ Толбот) и стал фермером. В 1856 - 1858 годах он был секретарём попечительского совета Мэрилендского Сельскохозяйственного Общества. В 1860 году он был делегатом конвентов Демократической партии в Чарльстоне и Балтиморе. Он занимал различные административные должности в округе Толбот, в 1868 году был президентом железной дороги Maryland and Delaware Railroad Company. В 1870 и 1878 годах был делегатом законодательного собрания Мэриленда.
Хардкасл умер в Тоусоне (Мэриленд) в 1899 году и был похоронен на кладбище Спрингхилл-семетери в Истоне.
| Работы Хардкасла |
| --- |
| - Карта боевых действия под Мехико, составленная в соавторстве с Джорджем Макклелланом. - Карта окрестностей Мехико составленная при участии Хардкасла. - Карта окрестностей Мехико. |